# Charles-Eugène Fonjallaz
Charles-Eugène Fonjallaz, également appelé Eugène Fonjallaz, né le 30 mai 1853 à Épesses et mort au même endroit le 2 février 1917, est une personnalité politique suisse, membre du Parti radical-démocratique.

## Biographie
Viticulteur de formation, il est élu au Grand Conseil du canton de Vaud dès 1882 et préside cette assemblée en 1904. Il est ensuite élu de 1908 à sa mort au Conseil d'État où il prend en charge le Département militaire et des assurances. 
Au niveau fédéral, il est député au Conseil national de 1885 à 1908, puis dès 1910 où il se fait remarquer par ses interventions en faveur de l'économie rurale en général et des vignerons en particulier. Il est en parallèle également membre du comité directeur de l'Union suisse des paysans dès 1897 et membre du conseil d'administration des Chemins de fer fédéraux suisses dès 1902.
Pendant son mandat fédéral, il lance, avec son collègue lucernois Candid Hochstrasser, une initiative populaire demandant de baser l'élection du Conseil national sur la population suisse uniquement, mesure favorisant les campagnes comptant proportionnellement moins de résidents étrangers que les villes. Cette proposition, connue sous le nom d'initiative Hochstrasser-Fonjallaz est rejetée en votation populaire le 25 octobre 1903.